# Microdon murayamai
Microdon murayamai är en tvåvingeart som beskrevs av Hironaga och Maruyama 2004. Microdon murayamai ingår i släktet myrblomflugor, och familjen blomflugor. Inga underarter finns listade i Catalogue of Life.